# Casa de Samuel W. Cockrell
La casa de Samuel W. Cockrell es una residencia histórica ubicada en Eutaw, Alabama, Estados Unidos.

## Historia
La casa fue construida en 1859 antes de la guerra de secesión en un periodo conocido como antebullum. Se colocó en el Registro Nacional de Lugares Históricos como parte de los Recursos Temáticos de Casas Antebellum en Eutaw el 6 de diciembre de 1982, debido a su importancia arquitectónica.